# Pseudaletis arrhon
Pseudaletis arrhon är en fjärilsart som beskrevs av Druce 1913. Pseudaletis arrhon ingår i släktet Pseudaletis och familjen juvelvingar. IUCN kategoriserar arten globalt som otillräckligt studerad. Inga underarter finns listade i Catalogue of Life.